# Serena Viviani
Serena Viviani (Genova, 3 maggio 1999) è una sciatrice alpina italiana.

## Biografia
Slalomista pura attiva in gare FIS dal novembre del 2015, la Viviani ha esordito in Coppa Europa il 2 dicembre 2019 a Funäsdalen e in Coppa del Mondo il 21 novembre 2020 a Levi, in entrambi i casi senza completare la prova. Il 10 gennaio 2021 ha ottenuto a Vaujany il primo podio in Coppa Europa (3ª); non ha preso parte a rassegne olimpiche o iridate.

## Palmarès

### Coppa Europa
- Miglior piazzamento in classifica generale: 44ª nel 2021
- 1 podio:
  - 1 terzo posto